# 福爾諾峰
46°25′58.6″N 8°46′36.7″E / 46.432944°N 8.776861°E

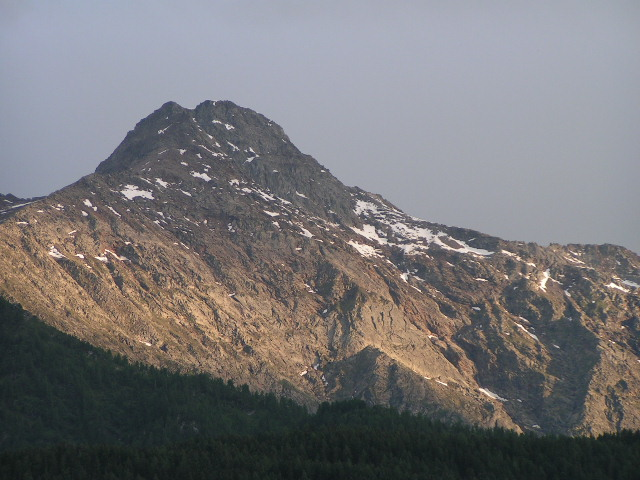

福爾諾峰（Pizzo Forno），是瑞士的山峰，位於該國南部，由提契諾州負責管轄，屬於勒蓬廷阿爾卑斯山脈的一部分，海拔高度2,907米，每年平均降雨量2,204毫米。

## 外部連結
- Pizzo Forno on Hikr （页面存档备份，存于）